# Andrej Zhekov
Andrej Zhekov (Андрей Жеков) est un joueur bulgare de volley-ball, né le 12 mars 1980 à Sofia. Il mesure 1,94 m et joue passeur. Il totalise 29 sélections en équipe de Bulgarie.

## Clubs
| Club           | Pays     | De        | À         |
| -------------- | -------- | --------- | --------- |
| Levski Sofia   | Bulgarie | …         | 2006-2007 |
| Neftianik Oufa | Russie   | 2006-2007 | 2007-2008 |
| Patron Patra   | Grèce    | 2007-2008 | …         |

## Palmarès
- Championnat de Bulgarie (7)
  - Vainqueur : 2000, 2001, 2002, 2003, 2004, 2005, 2006.

- Championnat de Bulgarie (2)
  - Vainqueur : 2014, 2015.

- Coupe de Bulgarie (5)
  - Vainqueur : 2000, 2001, 2003, 2005, 2006.

- Coupe de Roumanie (2)
  - Vainqueur : 2014, 2015.

- Supercoupe de Grèce (1)
  - Vainqueur : 2010.